# New Horizons 2

Ejemplo de varios objetos transneptunianos

New Horizons 2 (New Horizons II, NHII, o NH2) fue una misión propuesta por la NASA en el año 2002 para sobrevolar los objetos transneptunianos. En marzo del año 2005, la propuesta no fue aceptada debido a la escasez de plutonio-238, isótopo necesario para dar la potencia necesaria al generador termoeléctrico de radioisótopos (RTG) con el que podría alcanzar sus objetivos.

## Descripción
La misión New Horizons 2 entraba dentro del presupuesto para las misiones New Horizons. En el año 2004, el Comité de Asignaciones del Senado de los Estados Unidos proporcionó fondos adicionales para que la New Horizons 2 afrontara una nueva misión en el cinturón de Kuiper. Durante una conferencia en el año 2004 se explicó como aprovecharía la gravedad de Urano mientras era sobrevolado por la New Horizons 2.
Entre los objetivos posibles de estudio se encontraba el objeto (47171) 1999 TC36, un sistema que, como Plutón y Caronte, estaba formado por varios cuerpos. En el trayecto hacia (47171) 1999 TC36 se había previsto sobrevolar los planetas Júpiter y Urano, y tal vez, cuatro objetos del cinturón de Kuiper (KBO). Construido para que fuera muy flexible: incluso para que pudiera mantenerse sin ayuda gravitatoria y alcanzar una distancia de 50 UA durante un tiempo de funcionamiento de alrededor de 20 años. También se consideró sobrevolar la luna de Neptuno, Tritón, para después continuar hacia 66652 Borasisi. 2002 UX25 también fue contemplado para ser visitado, teniendo un plan de vuelo similar a 1999 TC36.